# Cantel Medical Corporation
Cantel Medical Corporation ist ein Unternehmen, das medizinische Geräte herstellt und vertreibt. Das Unternehmen hat seinen Hauptsitz in Little Falls Township, New Jersey, USA.
Das Unternehmen besteht aus den Tochterunternehmen:
- Medivators mit Sitz in Minneapolis, MN, USA Portfolio: Dialyse, Endoskopaufbereitung und therapeutische Filtration
- Crosstex mit Sitz in Hauppauge, New York,  Portfolio: Einwegartikel für den Gesundheitssektor, hauptsächlich zahnärztliche Produkte und Desinfektionsmittel
- Mar Cor Purification mit Standorten in Skippack, Pennsylvania, Plymouth, MN und Burlington, ON  Portfolio: Wasserreinigungs- und Filtrationsprodukte für die medizinische, pharmazeutische und biotechnologische Forschung

Cantel Medical hat weitere Produktionsstandorte in Texas, Arizona, Italien, England und Deutschland. Vertriebs- und Servicebüros bestehen in  Deutschland, Italien, Frankreich, Belgien, Niederlande, Luxemburg, Singapur, China, Kanada und Australien.
Im Juni 2021 übernahm STERIS, ein Hersteller von Equipment zur Desinfektion und Sterilisation, Cantel Medical Corporation.